# Амофіла сарептська
Амофі́ла саре́птська (Ammophila sareptana) — комаха ряду перетинчастокрилих.  Один з 87 видів роду в Палеарктиці; один з, можливо, 11 видів роду у фауні України.

## Морфологічні ознаки
Тіло струнке, завдовжки 18–21 мм. Від близьких видів відрізняється дуже густим (приховує скульптуру) опушенням більшої частини проподеума. 

## Поширення
Одеська область, Крим. Ареал охоплює Південно-Східну Європу, Малу Азію, пдівденні райони Східно-Європейської рівнини, Середню Азію, Південно-Східний Казахстан.

## Особливості біології
Мешкає на ксерофітних ділянках в долинах річок та на схилах ярів і балок. Літ імаго триває з середини червня до серпня. Антофіли, живляться нектаром квіток. Гніздо будує в піщаному ґрунті. Воно складене з неглибокого, майже вертикального ходу і горизонтальної комірки. Личинки живляться паралізованю гусінню деяких метеликів. Дає 1 генерацію на рік.

## Чисельність
Незначна (поодинокі особини). Причини зміни чисельності не з‘ясовані. 

## Заходи охорони
Вид занесений до Червоної книги України. Рекомендований до охорони в Дунайському біосферному заповіднику та Карадазькому природному заповіднику. Потрібно докладніше вивчити біологію та поширення виду, причини зміни чисельності і на основі отриманих даних розробити заходи охорони. Розмноження у неволі не проводилось.